# Pip (Python)
pip je správce balíčků pro moduly programovacího jazyka Python. Jeho hlavním repozitářem je PyPI. Jeho název je anglickou rekurzivní zkratkou Pip installs packages (doslova Pip instaluje balíčky). Klientský program je napsaný v Pythonu a uvolněný pod licencí MIT. Nabízí rozhraní příkazového řádku, přičemž základním použitím je volání typu
```
$ 
pip
 
install
 
jméno_balíku

```

pro instalaci balíku a volání typu
```
$ 
pip
 
uninstall
 
jméno_balíku

```

pro odinstalaci balíku.